# 达灵顿足球俱乐部
达灵顿足球俱乐部（英語：Darlington Football Club）是位於英格蘭東北部达灵顿的職業足球俱乐部，現時在英格蘭足球全國聯賽北中作賽。球隊的外號「震顫者」（The Quakers）是因基督教新教的一個派别教友派對其所在城市具有長遠歷史的影響。达灵顿現時由本地的「达灵顿建築協會」（Darlington Building Society）贊助。
达灵顿於1989年排於丁組聯賽榜末而降級議會全國聯賽，球隊在降級前聘請布赖恩·利特尔（Brian Little）出任領隊，利特尔帶領球隊翌年取得議會全國聯賽冠軍，回升後再奪得當季丁組聯賽冠軍，利特尔轉投莱斯特城，而达灵顿在丙組只停留了一季。达灵顿自此一直逗留在第四級聯賽中，成為僅次於罗奇代尔在聯賽底層停留第二長的球隊，2009/10年球季球隊以包尾成績降班到議會全國聯賽，而巧合地罗奇代尔則取得升班資格一同離開乙級聯賽。2011-12年球季，9年內3度進行債務重組，不旦被扣減10分，而且被足總建議來季罰降4級到北部甲組聯賽，而且裁掉職球員，幾乎關門大吉。

## 大事紀年
| 年 份   | 事 項 |
| ------- | --- |
| 1889-90 | 北部聯賽（Northern League）創結成員 |
| 1895-96 | 北部聯賽冠軍 |
| 1896-97 | 北部聯賽亞軍 |
| 1898-99 | 北部聯賽亞軍 |
| 1899-00 | 北部聯賽冠軍（第二次） |
| 1908-09 | 參加東北部聯賽（North Eastern League） |
| 1912-13 | 東北部聯賽冠軍 |
| 1919-20 | 東北部聯賽亞軍 |
| 1920-21 | 東北部聯賽冠軍（第二次） |
| 1921-22 | 北區丙組聯賽創始成員。北區丙組聯賽亞軍 |
| 1924-25 | 北區丙組聯賽冠軍，升級乙組 |
| 1927    | 乙組聯賽排第廿一位，降級北區丙組 |
| 1958-59 | 聯賽重組後被置於丁組聯賽 |
| 1965-66 | 丁組聯賽亞軍，升級丙組 |
| 1967    | 丙組聯賽排第廿二位，降級丁組 |
| 1984-85 | 丁組聯賽季軍，升級丙組 |
| 1987    | 丙組聯賽排第廿三位，降級丁組 |
| 1989    | 丁組聯賽排第廿四位，降級議會全國聯賽 |
| 1989-90 | 議會全國聯賽冠軍，升級丁組 |
| 1990-91 | 丁組聯賽冠軍，升級丙組 |
| 1992    | 丙組聯賽排第廿四位，降級丁組 |
| 1992-93 | 超聯成立，丁組改組為丙組《第四級》 |
| 1995-96 | 丙組《第四級》第五位，附加賽第一輪兩回合累計4-2擊敗，溫布萊決賽0-1負於 |
| 1999-00 | 足總盃第二圈1-3負於，由於為參加世界冠軍球會盃而放棄參賽足總盃，达灵顿成為「幸運失敗者」晉級第三圈，但1-2負於被淘汰。丙組《第四級》第四位，附加賽第一輪兩回合累計3-0擊敗，溫布萊決賽0-1負於                                                   |
| 2004-05 | 丙組《第四級》聯賽更名「乙級聯賽」 |
| 2007-08 | 乙級聯賽排第六位，附加賽第一輪兩回合累計3-3，十二碼4-5負於罗奇代尔 |
| 2008-09 | 進入債務重組被扣10分，失落參加升級附加賽資格 |
| 2009-10 | 乙級聯賽排第廿四位，降級議會全國聯賽 |
| 2011-12 | 9年內第3次進行債務重組，被扣減10分；全國聯賽排第廿二位，因未能達成債權人自願協議，雖然「DFC 1883 Limited」成功收購球會，將債務保留在舊東主「Darlington 2009 Limited」身上，並離開原有主場达灵顿運動場，仍被足總建議來季罰降4級到北部甲組聯賽 |

## 主場球場

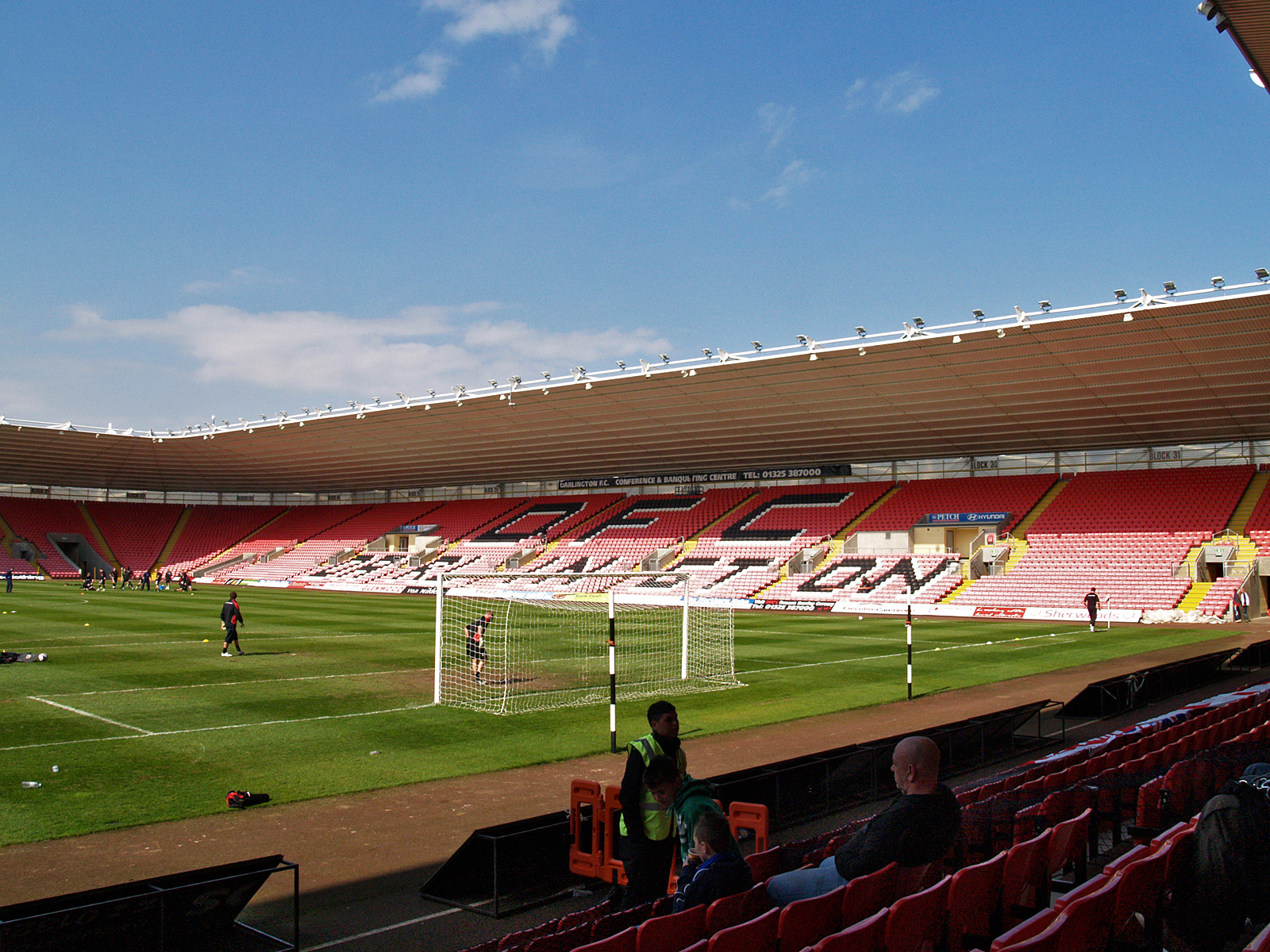
达灵顿運動場

达灵顿的主場是於2003年揭幕25,000座的「达灵顿運動場」（Darlington Arena），最初名為「佐治·雷諾士運動場」（George Reynolds Arena），其後因前主席佐治·雷諾士（George Reynolds）破產而於2004年4月更名為「新體育場」（New Stadium），加冠名贊助而被稱為「威廉森汽車體育場」（Williamson Motors Stadium）、「96.6 TFM 达灵顿運動場」（96.6 TFM Darlington Arena）及「巴弗尔網絡·达灵顿運動場」（The Balfour Webnet Darlington Arena）。佐治·雷諾士投資興建一個這樣宏偉的球場，英乙最大的球場及可以擴建到容納60,000座，是希望將达灵顿帶到英超，但終因財力不足而未能成事，更在辭任球隊主席後因洗錢而被捕及判監3年。
2012年1月3日达灵顿於9年內第3度進行債務重組，被扣減10分加上無法達成債權人自願協議，球隊於季後被罰降4級到北部甲組聯賽。雖然「DFC 1883 Limited」成功收購球會，但無意留在达灵顿運動場作賽，並與同位於達勒姆郡的希尔登（Shildon A.F.C.）達成共用其主場迪恩街球場（Dean Street）的協議，年租2萬5,000英鎊，往返新舊球場共21英里之遙。

## 敵對球隊
达灵顿的敵對球隊主要為，其餘距離稍遠的及約克城亦是老對手。

## 榮譽
- 亞軍，北區丙組聯賽，1921/22年
- 冠軍，北區丙組聯賽，1924/25年
- 冠軍，北區丙組聯賽盃（英语：Football League Third Division North Cup），1933/34年
- 亞軍，北區丙組聯賽盃（英语：Football League Third Division North Cup），1935/36年
- 亞軍，丁組聯賽，1965/66年
- 冠軍，足球協會全國聯賽，1989/90年
- 冠軍，丁組聯賽，1990/91年

## 外部連結
- Official Site （页面存档备份，存于）
- Official Quaker TV site
- Darlo Uncovered
- Loidland
- The Tinshed （页面存档备份，存于）
- Quakers Mad （页面存档备份，存于）
- Darlington Vital Football Network First for Breaking News